# Hydrochara flavipes
Hydrochara flavipes är en skalbaggsart som först beskrevs av Christian von Steven 1808.  Hydrochara flavipes ingår i släktet Hydrochara, och familjen palpbaggar. Arten har ej påträffats i Sverige.